# Kiyonosuke Marutani
Kiyonosuke Marutani a fost un fotbalist japonez.

## Statistici
| Japonia | Japonia | Japonia |
| An      | Meciuri | Goluri  |
| ------- | ------- | ------- |
| 1925    | 1       | 0       |
| Total   | 1       | 0       |